# Брюндль, Людвиг
Людвиг Брюндль (нем. Ludwig Bründl; род. 23 ноября 1946, Мюнхен) — немецкий футболист, нападающий.

## Клубная карьера
Во взрослом футболе дебютировал в 1965 году выступлениями за команду клуба «Мюнхен 1860», в которой провёл три сезона, приняв участие в 42 матчах чемпионата и забил 13 голов.
Своей игрой за эту команду привлёк внимание представителей тренерского штаба клуба «Кёльн», к составу которого присоединился в 1968 году. Сыграл за кёльнский клуб следующий сезон своей игровой карьеры.
В течение 1969—1971 годов защищал цвета команды клуба «Штутгартер».
В 1971 году перешёл в клуб «Айнтрахт» (Брауншвейг), за который отыграл 5 сезонов. В составе «Айнтрахта» был одним из главных бомбардиров команды, имея среднюю результативность на уровне 0,4 гола за игру первенства. В составе «Айнтрахта» забил 10 голов в розыгрыше Кубка УЕФА 1971/72, став лучшим бомбардиром этого турнира. Завершил профессиональную карьеру футболиста выступлениям за брауншвейгскую команду в 1976 году.

## Достижения
- Лучший бомбардир Кубка УЕФА: 1971/72 (10)